# Elbrighäuser Bach (Naturschutzgebiet)
Das Naturschutzgebiet Elbrighäuser Bach liegt auf dem Gebiet der Gemeinde Allendorf (Eder) und der Stadt Battenberg (Eder) im Landkreis Waldeck-Frankenberg in Hessen.
Das etwa 145 ha große Gebiet, das im Jahr 1995 unter der Kennung 1635051 unter Naturschutz gestellt wurde, erstreckt sich nordwestlich der Kernstadt Battenberg entlang des Elbrighäuser Baches und seiner Nebentäler. Östlich des Gebietes verläuft die B 236 und südlich die B 253. Westlich und nördlich des Gebietes verläuft die Landesgrenze zu Nordrhein-Westfalen.